# Der Vogelschreck
Der Vogelschreck (Originaltitel: For the Birds) ist ein computeranimierter Kurzfilm von Pixar aus dem Jahr 2000. Der Film wurde im Kino vor dem Hauptfilm Die Monster AG gezeigt. Der Film kommt völlig ohne gesprochene Worte aus und teilt alle Stimmungen durch die Stimmintonation der Vogelprotagonisten mit.
Bei der Oscarverleihung 2002 erhielt der Film die Auszeichnung für den besten animierten Kurzfilm. 

## Handlung
Viele kleine spatzenähnliche Vögel sitzen auf einem Kabel zwischen zwei Telefonmasten. Als ein großer, langbeiniger Vogel sich zu ihnen gesellen will, veralbern sie ihn wegen seiner Stimme und Gestalt. Dieser jedoch zeigt sich davon unbeeindruckt und setzt sich mitten zwischen sie auf die Telefonleitung. Durch sein großes Gewicht hängt die Leitung jedoch durch, so dass alle Vögel zwangsläufig zu ihm hinrutschen. Da ihnen dieses missfällt, hacken sie auf die Füße des Großen ein, dieser kann sich nicht länger in der normalen Sitzposition halten, fällt und hängt schließlich mit seinen Füßen an der Leitung. Kralle für Kralle lässt er unter den Schnabelattacken los und fällt mit dem Kopf voran zu Boden; wie sich herausstellt, durch die sehr durchhängende Leitung aus nur geringer Höhe. Das gespannte Kabel aber schnalzt nach oben und katapultiert alle Vögel in die Luft. Durch die dadurch entstehende enorme Beschleunigung verlieren sie aufgrund der Trägheit ihre Federn und fallen nackt wieder zu Boden. Nun lacht der große Vogel die kleinen aus, die aus Scham über ihre Nacktheit ihre Blöße verstecken.